# Encapsulació d'oli
L'encapsulació d’oli és un procediment per crear petites esferes d’oli mitjançant la formació d’una tènue membrana flexible molt fina que, en el moment de ser ingerida, esclata a la boca i allibera l’oli líquid que conté. L'elaboració d’oli resultant sol rebre el nom d'encapsulat d'oli, caviar d’oli, perles d'oli, etc., per la similitud de les petites esferes amb el caviar.
Aquest procediment no és el mateix que l'esferificació. L'esferificació es refereix expressament a la creació d’una membrana de la gota del líquid a esferificar, mitjançant la gelatinització de la capa exterior. Aquest procediment s'aplica només a líquids de base aquosa gràcies a la capacitat gelificant de l'alginat en presència del calci. Així, l'esferificació converteix un líquid en una esfera de capa exterior sòlida i d'interior líquid, és a dir, es tracta del mateix material però en dos estats diferents.
L'encapsulació s'usa per crear esferes d’oli i greixos, ja que la tècnica de gelatinitzar la capa exterior d'una gota no és possible perquè l’alginat no es dilueix en medis lipòfils. Per encapsular es fa servir una tècnica semblant i s'utilitza la mateixa capacitat gelificant de l'alginat en presència de calci però no es gelifica la interfase de la gota d’oli i el bany, sinó que s'introdueix l’oli en una gota d’aigua i alginat, que posteriorment se submergeix en un bany de calci. Així, l'oli queda envoltat d'una capa gelificada d'aigua. Per això es parla d'encapsular, ja que es tracta d’introduir oli dins una càpsula d'alginat i agua gelificats. En aquest cas les fases sòlida i liquida no són del mateix material.
Així,, doncs, tot i que ambdós termes fan referència a crear esferes, en el cas d'esferificar es creen esferes del mateix líquid i en el d'encapsular, es fa mitjançant un embolcall del líquid amb l'ajuda d'un agent extern.

## Origen
A partir de 1988 el científic francès Hervé This i el físic hongarès Nicholas Kurti van encunyar el terme cuina molecular, terme que incloïa l’aplicació de la ciència a la pràctica culinària. Com a conseqüència d’aquest treball conjunt entre científics i cuiners, es va portar el món de la cuina a un altre nivell i es crearen textures i presentacions mai vistes fins aleshores. D'aquesta anomenada cuina científica moderna van sorgir productes com: aires, espumes, gels, emulsions o esferificacions.

## Procés d'elaboració
L'encapsulació d’oli es pot fer per dos procediments. Un està relacionat amb l'esferificació directa i només es pot fer de manera industrial amb màquines especialitzades i l’altre està relacionat amb un disacàrid alcoholitzat molt elàstic i fluid a temperatures relativament baixes, anomenat isomalt, i que se sol realitzar de manera manual en les cuines de restaurants d'alta cuina.

### Mètode d'encapsulació per alginat
La gelificació parteix del mètode d'esferificació directa, és a dir, de l'ordre d'aplicació dels reactius. Primer, un sistema de tubs controlats injecta oli dins d'una gota d'aigua amb l'alginat. Posteriorment, se submergeix la gota d'oli embolcallada en un bany amb sals de calci, on té lloc la gelificació de la capa d'aigua. Això dona com a resultat un conjunt de gotes d'oli encapsulades que generalment rep el nom de caviar d'oli per la seva similitud, quant a mida i sensació, al caviar.

#### Fonaments científics
L'alginat de sodi és un heteropolisacàrid aniònic que forma cadenes de sucres simples (àcids β-d-manurònic i α-l-glunorònic), en les quals, en els grups carboxil, hi ha lligat un àtom de sodi. Aquesta unió amb el sodi és el que fa que sigui electrònicament neutre. És per això que, quan tirem la gota d'alginat de sodi al bany de calci, cada ió de calci substitueix dos ions de sodi de cadenes diferents i fa que s'associïn i es lliguin. El calci és l'element detonador d'aquesta reacció. Tanmateix aquest conté dues càrregues positives (Ca2+) i és per això que reacciona amb dos grups carboxils (COO-) i els uneix. Aquesta reacció, en la qual es van unint cadenes d'alginat, l'anomenem reacció de reticulació o polimerització, que permet la formació d'una macromolècula i el producte del qual és la formació del gel. En efecte, el líquid que conté l'alginat es torna dens i s'endureix de manera que genera el revestiment flexible sobre la superfície de les esferes formades. Aquesta solució no cal escalfar-la, ja que la reacció es produeix de manera natural i l'alginat gelifica instantàniament de manera natural.

#### Composició
- Oli que es vol encapsular
- Aigua al 0,8 % d'alginat de sodi
- Bany de clorur càlcic al 0,7 %
- Cullera parisina
- Cullera foradada

### Mètode d'encapsulació per isomalt
S'utilitza isomalt per les seves característiques elàstiques i fluïdes a temperatures relativament baixes. Per realitzar les perles, cal fondre l'isomalt en una cassola i deixar-lo refredar fins als 100-120 °C. A continuació, cal situar un bol amb oli al costat de la cassola de l'isomalt. En aquest moment s'introdueix a l'isomalt un tub metàl·lic d'uns 1-2 cm de diàmetre per crear una capa d'isomalt a la base del tub. Després es deixa caure una mica d'oli sobre la capa d'isomalt amb el tub lleugerament elevat i sobre el bol d'oli d'oliva. La mateixa elasticitat de l'isomalt farà que, en caure, l'oli quedi atrapat a l'isomalt. I quan l'oli caigui al bol, el deixarem reposar uns instants perquè se solidifiqui. Aquest producte és conegut amb el nom de perla d'oli.

## Aplicacions culinàries
Des del punt de vista culinari, l'esferificació i l'encapsulació representen un salt endavant, ja que permeten tenir dues textures: líquid a l'interior i gairebé sòlid a l'exterior. Les càpsules esclaten a la boca i produeixen una explosió de sabor. Les perles poden ser un substitut natural de l'oli en el moment d'acabar plats d'alta cuina. Aquesta tècnica es va originar a El Bulli i s'ha popularitzat al món de l'alta cuina, i resulta ideal tant per a plats principals com per a postres.